# Venaria Reale
Venarìa Reale (AFI: /venaˈria reˈale/, La Venerìa Regia in piemontese) è un comune italiano di 31 992 abitanti della città metropolitana di Torino, in Piemonte, conurbato nell'area metropolitana torinese, a soli 10 km a nord-ovest dalla città di Torino.

## Descrizione
Inizialmente nota come Altessano (Autsan in lingua piemontese), con fondazione di origine romana, nel XVI secolo si divise in Altessano Superiore e Altessano Inferiore: la parte Superiore venne eletta dai Savoia come centro per la propria palazzina di caccia, da cui praticare l'ars venatoria, da cui Veneria e poi Venaria; la parte Inferiore è rimasta Altessano, frazione di Venaria. Ad oggi le due parti sono semplicemente divise dalla ferrovia.
È l'unico comune piemontese, oltre a Torino, a poter vantare sul proprio territorio la presenza di più di una residenza sabauda: la sei-settecentesca Reggia di Venaria Reale e gli ottocenteschi Appartamenti Reali di Borgo Castello, siti nel Parco regionale La Mandria.
Nel 2014 si è collocata al 1º posto per gradimento da parte dei turisti stranieri e 1º posto come polo culturale italiano: dal 2007 al 2014 con 29 grandi mostre, 2450 concerti, 350 eventi, 25000 itinerari didattici per studenti di ogni grado.

## Geografia fisica

### Ambiente
Situata alla confluenza del Ceronda e del fiume Stura di Lanzo ad una quota di 269 (max 327) s.l.m. la città di Venaria Reale è dal 1978 nota per essere sede di uno dei sei parchi piemontesi che hanno costituito il primo nucleo di parchi regionali istituiti in Italia. Il Parco regionale La Mandria, unico ad appartenere in gran parte al patrimonio della Regione Piemonte, conserva al suo interno uno degli ultimi lembi di foresta planiziale ancora esistenti. Tutela diverse specie di animali allo stato brado e si occupa anche dell'allevamento di razze di cavalli in via d'estinzione. È inoltre un importante luogo di nidificazione degli uccelli di passo.

### Clima
La città di Venaria presenta un clima continentale, la sua vicinanza con le valli di Susa, Lanzo e Ceronda fa sì che molto spesso arrivi aria gelida e anche fenomeni di Föhn. Rispetto alla città di Torino presenta sempre una temperatura di 2° inferiore avendo molti spazi aperti. Le isotermie medie di gennaio sono -4° la minima e +5° la massima mentre l'isotermia media di luglio e +15° la minima e +27° la massima. Le massime precipitazioni sono dei mesi di aprile e maggio, mentre l'inverno rimane più asciutto.
In inverno le precipitazioni nevose non mancano, come quella del 7 gennaio 2009 in cui caddero 30 cm, e andando più indietro nel tempo (1985) quando caddero 50 cm o nel 1956, quando cadde oltre mezzo metro. Negli ultimi anni si è assistito a una diminuzione dei fenomeni: nel periodo del secolo XIX le precipitazioni annue nevose erano superiori al metro, mentre negli ultimi venti anni si e passati ai 35–75 cm, a seconda delle annate.

## Storia

### Simboli
Venaria Reale è, insieme a Ceresole Reale, uno degli unici due comuni italiani a poter fregiarsi del titolo Reale, nonché l'unico comune a poter fregiarsi di uno stemma civico con elementi araldici massimi come il Collare cavalleresco supremo della Santissima Annunziata e la corona Sabauda Reale.
Stemma
Lo stemma è stato riconosciuto con decreto ministeriale del 20 dicembre 1891.
Gonfalone
Il gonfalone è un drappo di rosso, riccamente ornato di ricami d'argento, caricato dello stemma comunale e della scritta d'oro città di venaria reale su tre righe.

### Onorificenze
Mediante autorizzazione del Ministero dell'Interno del Regno d'Italia, in data 20 dicembre 1891, il comune di Venaria Reale venne autorizzato a fregiare il proprio stemma civico con il gran collare dell'Ordine Supremo della Santissima Annunziata:
Vittorio Emanuele III le concesse il titolo di città il 28 aprile 1937.

Inoltre, ricevette una medaglia di bronzo al merito civile durante la resistenza:

## Centro storico

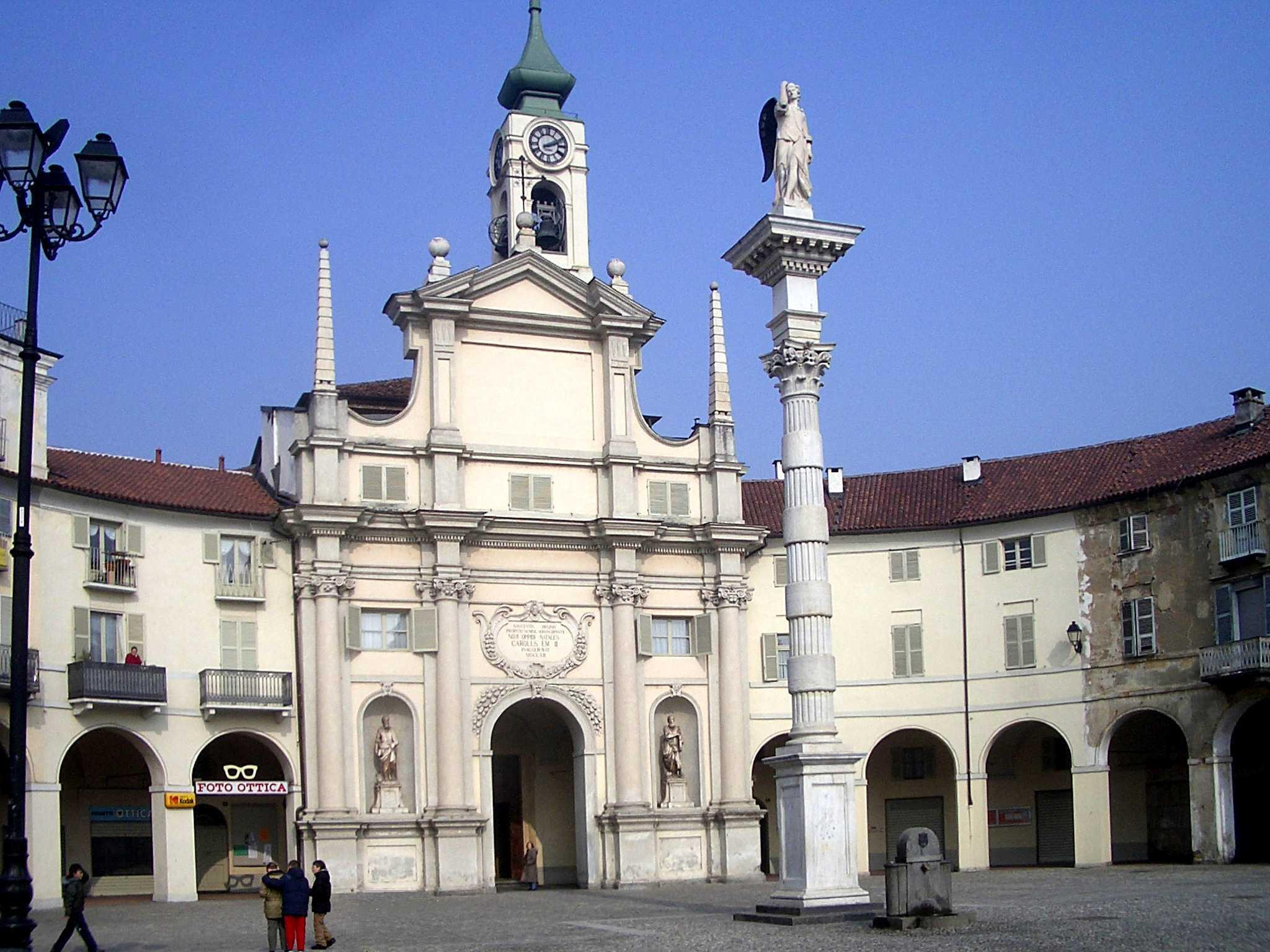
Piazza dell'Annunziata e chiesa parrocchiale della Natività di Maria Vergine

Il centro storico di Venaria fu progettato tra il 1667 ed il 1690 da Amedeo di Castellamonte come scenografia urbanistica che doveva, attraverso la "via Maestra" o "Contrada Granda" (oggi via Mensa), sottolineare prospetticamente l'ingresso alla Reggia e che doveva congiungere idealmente il borgo produttivo, ricco di botteghe artigiane disposte sotto i portici, con la dimora nobiliare. La pianta del borgo doveva svilupparsi in modo da disegnare un Collare dell'Annunziata, massima onorificenza della Casa Savoia, con la Piazza dell'Annunziata posta in corrispondenza del medaglione.
La piazza costituisce un elegante esempio di architettura barocca: essa si caratterizza per le esedre degli edifici a portici al cui centro sono poste due alte colonne sovrastate rispettivamente dalle statue dell'Annunziata e dall'Angelo Annunziante. Essa è connotata altresì, sul lato settentrionale, dalla presenza della chiesa parrocchiale della Natività di Maria Vergine alla quale, secondo il progetto originale, doveva contrapporsi una seconda chiesa simmetrica sul lato opposto della piazza. La chiesa fu edificata nel 1664-71 e ristrutturata successivamente su progetto di Benedetto Alfieri negli anni 1753-55. L'idea delle "chiese gemelle" venne mantenuta attraverso la costruzione dell'Ospedale civile che dà sulla piazza attraverso una facciata simmetrica a quella della parrocchiale. Oggi l'ospedale è abbandonato, risultato insufficiente per l'ingresso in emergenza delle ambulanze, a favore del nuovo Polo sanitario su via Don Sapino. Il centro storico, ampiamente ristrutturato negli ultimi anni, comprende una gradevole vista sul torrente Ceronda.

## Monumenti e luoghi d'interesse
Oltre al vecchio borgo costituiscono motivo di interesse storico, artistico ed ambientale tutte le altre architetture ed i giardini connessi al complesso sabaudo; segnatamente:
- Reggia di Venaria Reale;
- Chiesa di Sant'Uberto realizzata dall'architetto Filippo Juvarra;
- Appartamenti Reali di Borgo Castello nel Parco regionale La Mandria.

## Società

### Evoluzione demografica
La forte immigrazione interna ed esterna al Piemonte ha portato al raddoppio della popolazione residente negli ultimi sessanta anni, a partire dal 1951.
Abitanti censiti

### Etnie e minoranze straniere
Al 31 gennaio 2022 i residenti stranieri erano 1.327, pari al 4,07% della popolazione.

## Cultura
Il comune di Venaria ospita all'interno della Reggia numerose manifestazioni artistiche e culturali, come mostre, concerti (soprattutto all'interno del festival estivo "Venaria Real Music") e fiere. La reggia ospita inoltre un importante centro restauri.
Mario Venuti, Nina Zilli e Giuliano Palma hanno girato i videoclip dei loro brani musicali A ferro e fuoco e 50mila presso il Deposito-Officina Tram della GTT presente nel rione Rigola.

### Biblioteche
A Venaria Reale è presente la biblioteca "Tancredi Milone", situata su due piani di cui il secondo è dedicato all'archivio. Sono anche presenti una emeroteca e una mediateca..

### Musica
La banda cittadina di Venaria Reale nasce nel 1875 da ex militari dell'Esercito Regio con lo scopo allietare i nobili che si recavano alla Reggia di Venaria Reale per le battute di caccia, ma già all'inizio del Novecento, con l'avvento dell'istruzione obbligatoria che avvicinava i ragazzi alla musica, a Venaria si contavano ben due complessi bandistici: uno proprio di Venaria e l'altro della frazione di Altessano, che si unirono nel 1911. Tra le due guerre, con la banda si divise in due: una era la Banda musicale di Venaria Reale e l'altra la Banda musicale dei Giovani Balilla. Nell'immediato dopoguerra, dopo l'incendio che ne distrusse la sede, la banda si esibiva con strumenti auto-costruiti con materiali di riciclo, per ricostituirsi nel 1955 in un'orchestra di 25 elementi con nuovi strumenti.
Nel 1971 venne eletto il nuovo direttivo e furono formati 20 giovani che presero parte ai numerosi raduni bandistici organizzati negli anni seguenti: Tra questi i festeggiamenti per il 110º Anniversario di Fondazione nel 1985, e poi il Concertoinsieme dei primi anni '90, con la banda musicale di Settimo Torinese.
Negli anni 2000 il Corpo Musicale intensifica gli scambi musicali con le bande di San Donato di Ninea (CS), Montaione (FI), Castronovo di Sicilia (PA), Lissone (MI), Cavarzere (VE), Dello (BS) oltre che ovviamente con quella di Vizille.
Nel 2004 è stato inaugurato il Teatro della Concordia, che regala alla banda uno spazio per svolgere i propri concerti senza ricorrere agli auditorium delle scuole. Nel 2005, per festeggiare i 130 anni di fondazione, vi sono stati festeggiamenti e concerti, nei quali sono state inaugurate le nuove divise, di color verde e blu scuro. La banda oggi è formata da circa 80 elementi e molti giovani sono in arrivo dai corsi musicali.

## Geografia antropica

### Borghi e quartieri

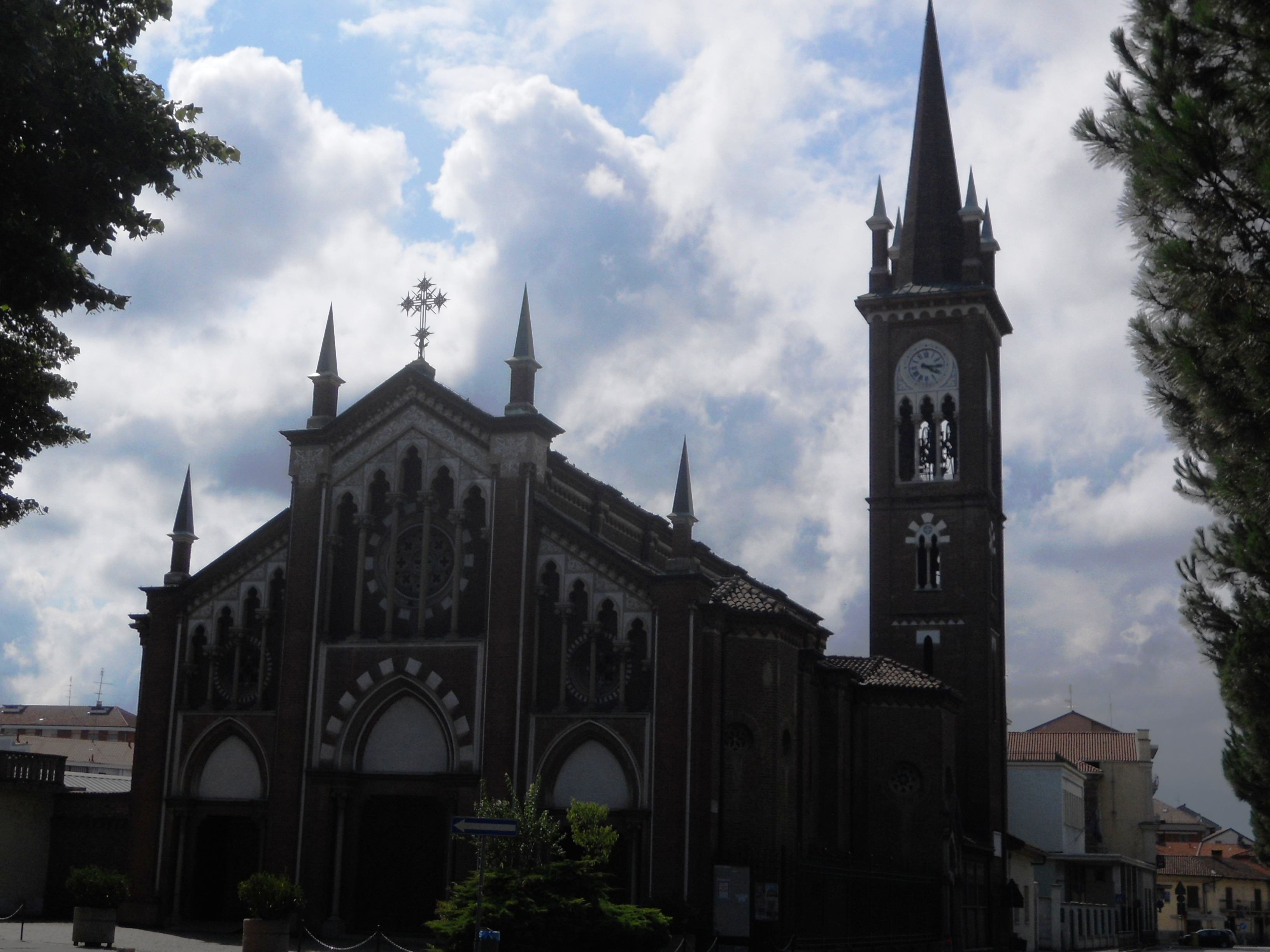
Chiesa di Altessano

La Città di Venaria Reale ogni anno ricorda i suoi borghi storici che la compongono durante il Palio dei Borghi.

I borghi storici sono: 
- Centro Storico (Borgo Antico)
- La Mandria
- Polo Nord
- Siberia
- Trucco
- Altessano
- San Marchese Porto
- La Rigola
- San Giuseppe
- Colomba
- Savonera
- Gallo[15]

Sono da aggiungere poi i quartieri più recenti che si aggregano agli altri durante il Palio o semplicemente fanno da spettatori, tra cui il Quartiere Praile, Salvo D'Acquisto, Ponte Stura, Fiordaliso, Casermette e Pre Parco (Madonnina Prima e Madonnina Seconda).
 Infine ci sono i territori di Borgo Castello, sul colle della città, e Regia Mandria, per un totale di circa 20 borghi cittadini.

## Economia

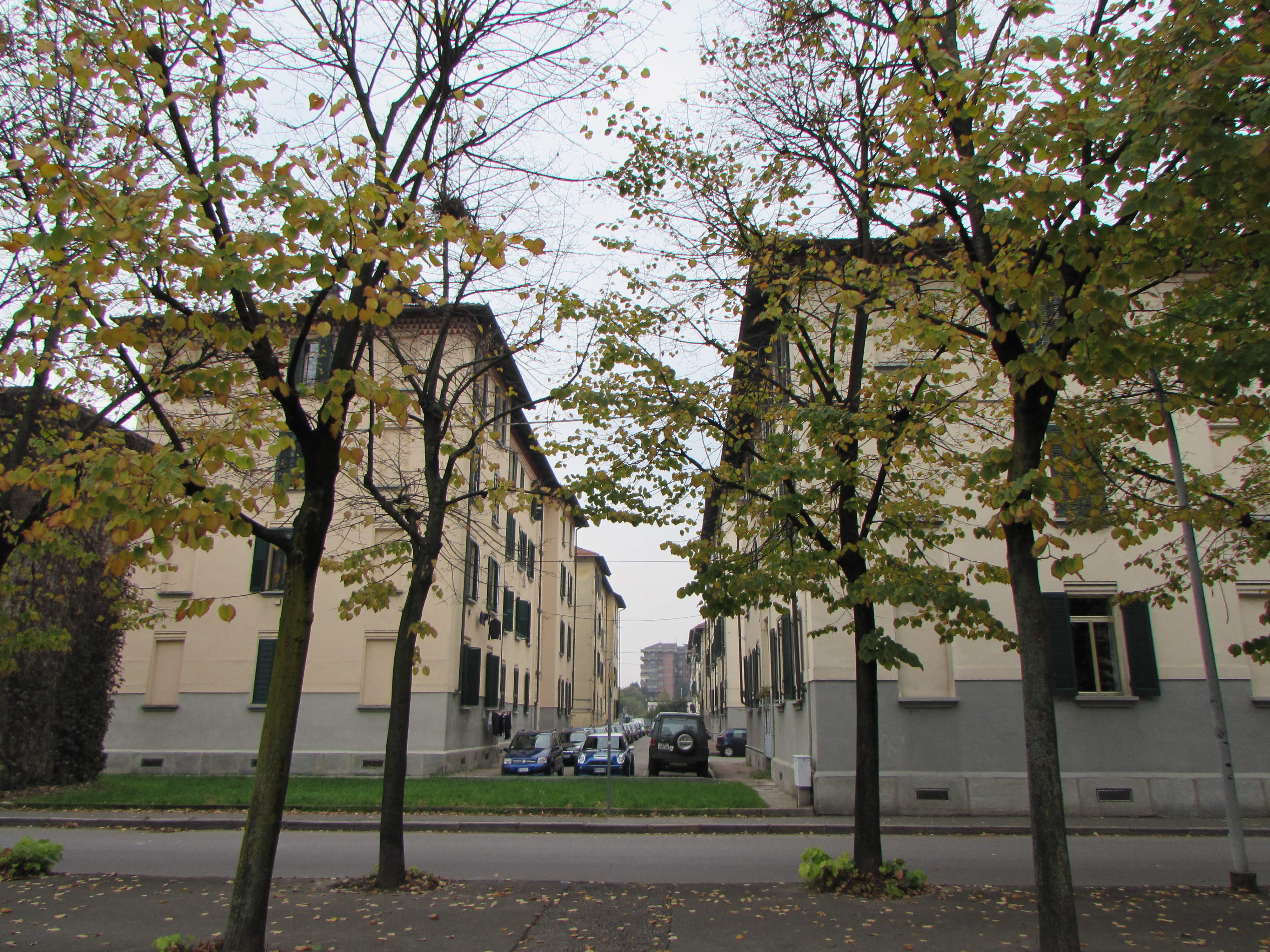
Panoramica case SNIA

Per tutto il XX secolo l'economia locale era basata principalmente su attività a carattere industriale (metalmeccanica, chimica delle materie plastiche). In particolare un forte sviluppo al territorio di Venaria Reale venne dato dall'apertura dei due impianti della Snia Viscosa (Altessano e Venaria Ceronda): infatti l'afflusso di manodopera dal Piemonte e dal Veneto diede un forte impulso anche all'edilizia con la costruzione appunto delle cosiddette Case Snia lungo l'asse degli attuali viale Buridani e corso Giacomo Matteotti, oltre ai quartieri limitrofi, e delle Case Gescal lungo via San Marchese, in Altessano, nell'area precedentemente occupata dalla Cascina Castello. Dagli anni '80 tuttavia, si dovette assistere ad un forte declino dell'attività industriale e delle attività collegate. Dopo la chiusura della Snia, lo stabilimento di Altessano venne abbattuto e l'area divenne residenziale, mentre quello di Venaria Ceronda venne lottizzato e riconvertito per abitazioni ed attività artigianali. La città si sviluppò verso sud-est negli anni '80 - '90, arrivando a costeggiare la tangenziale e al confine con Savonera.
Questo declino fu attenuato ed attualmente più che mai superato grazie al lungo restauro della Reggia di Venaria (con contributi europei e statali) che ha permesso la formazione di una fiorente industria turistica, basata soprattutto sulle visite culturali e sul loro indotto (pernottamenti, bar e ristorazione, negozi tipici).
Nel 2014 l'insieme museale di Venaria è stato il settimo più visitato in Italia, tra i musei a gestione statale, con 573.337 visitatori e un introito lordo totale di 3.451.321,40 euro. Nel 2015 ha ridotto leggermente il numero di visitatori a 555.307 ed è passata all'ottavo posto.

## Infrastrutture e trasporti

### Strade
Venaria Reale è servita dalla Tangenziale di Torino attraverso lo svincolo Venaria e da tre principali accessi per il capoluogo piemontese oltre che dalla Tangenziale Circonvallazione di Venaria denominata Strada Provinciale 501.

### Ferrovie e tranvie
La stazione di Venaria e la stazione di Rigola Stadio, poste lungo la ferrovia Torino-Ceres, sono servite da treni regionali delle linee del Servizio ferroviario metropolitano di Torino SFM 4 e SFM 7, operati da Trenitalia.
Dal 1888 al 1951 a Venaria Reale vi fu il capolinea della tranvia Torino-Venaria Reale.

### Mobilità urbana

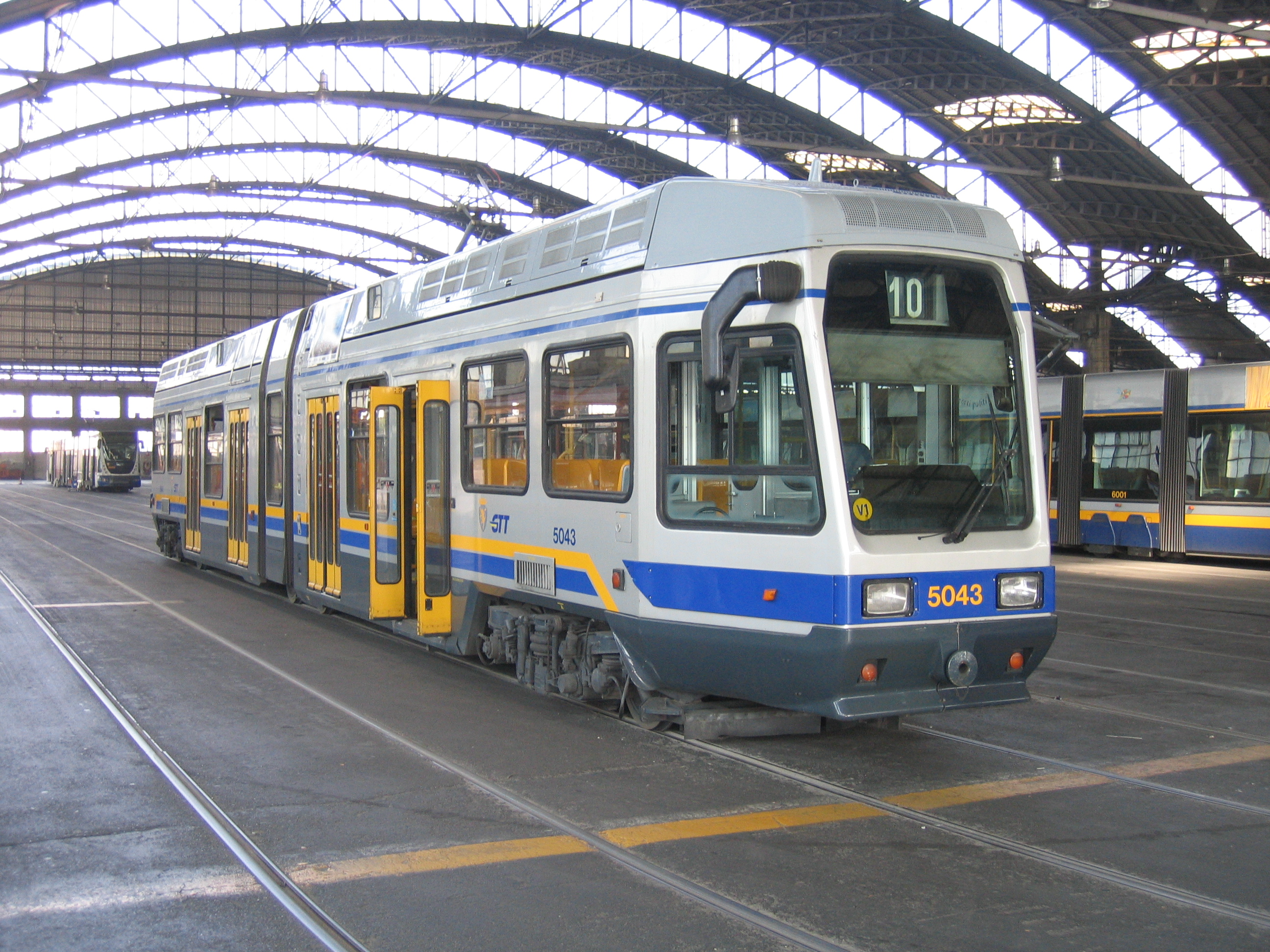
Deposito GTT Venaria.

Venaria Reale è servita dalle linee GTT 11, 72, 72/, 77 e VE1, oltre che dal bus turistico Venaria Express, la cui tratta serve le stazioni ferroviarie torinesi e raggiunge il Borgo Castello, nel parco La Mandria; da altre autolinee extraurbane gestite da GTT; e dalla linea VE2, navetta interna alla città per il Polo Sanitario.
Nel rione Rigola è presente un deposito tranviario e bus del GTT.

### Aeroporti
L'aeroporto di Venaria Reale è il più antico aeroporto militare attivo d'Italia, ed è attualmente sede del 34º squadrone AVES "Toro".

## Amministrazione

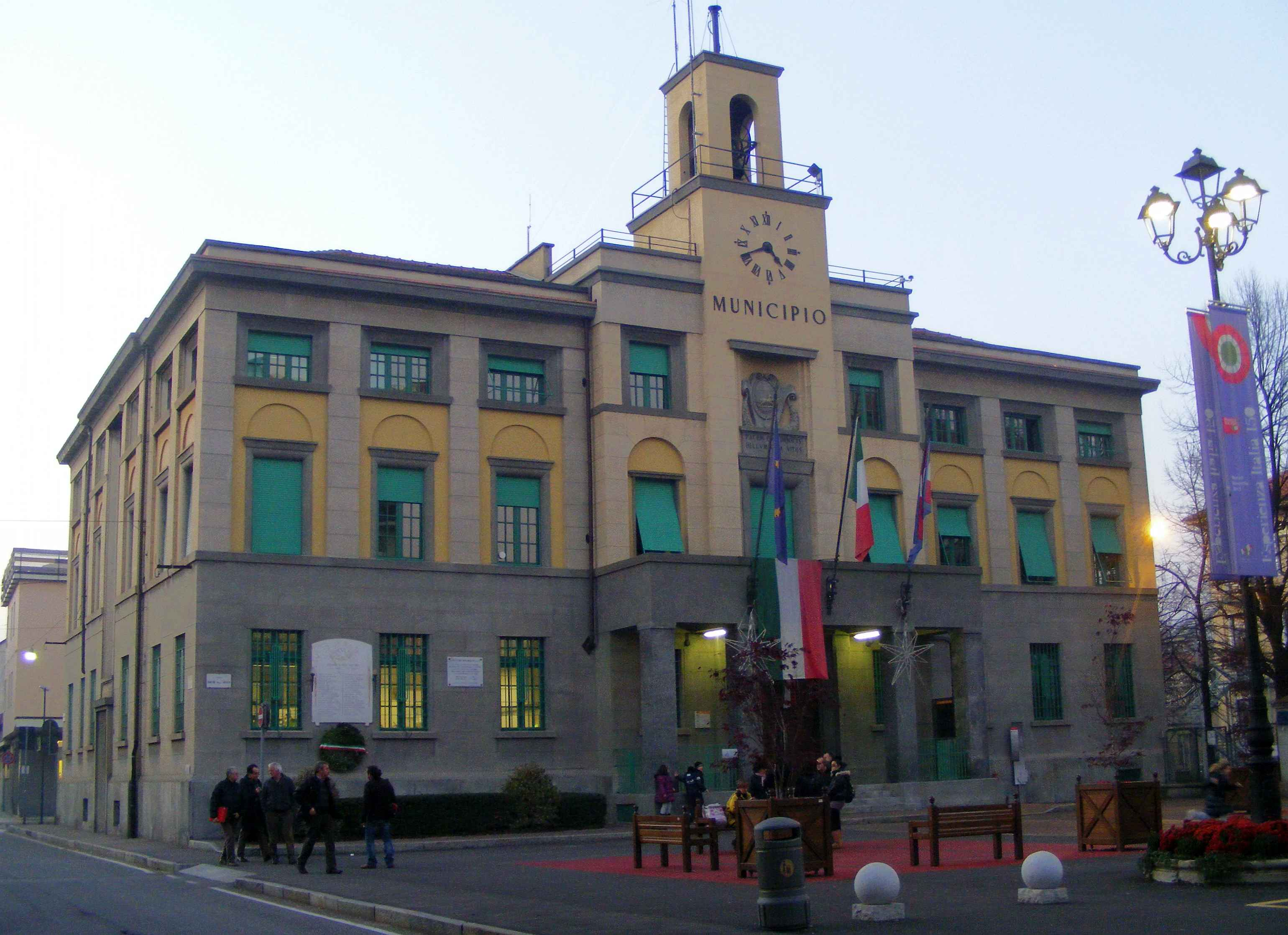
Il Municipio

| Periodo           | Periodo           | Primo cittadino      | Partito                                                                  | Carica                    | Note |
| ----------------- | ----------------- | -------------------- | ------------------------------------------------------------------------ | ------------------------- | ---- |
| 1946              | 1953              | Alvaro Chelli        | Partito Comunista Italiano                                               | sindaco                   |      |
| 1953              | 1956              | Giacomo Montaldo     | Partito Comunista Italiano                                               | sindaco                   |      |
| 1956              | 1959              | Ermes Bazzanini      | Partito Comunista Italiano                                               | sindaco                   |      |
| 1959              | 1960              | Silvio Milone        | Partito Socialista Italiano                                              | sindaco                   |      |
| 1960              | 1966              | Bruno Garbagnati     | Partito Comunista Italiano                                               | sindaco                   |      |
| 1966              | 1970              | Carlo Migliano       | Partito Socialista Democratico Italiano                                  | sindaco                   |      |
| 1970              | 1972              | Desiderio Lenzi      | Democrazia Cristiana                                                     | sindaco                   |      |
| 1972              | 1979              | Carlo Caramassi      | Partito Comunista Italiano                                               | sindaco                   |      |
| 1979              | 1982              | Gabriella Mortarotto | Partito Comunista Italiano                                               | sindaco                   |      |
| 1982              | 1990              | Mario Stricagnolo    | Partito Socialista Italiano                                              | sindaco                   |      |
| 1990              | 19 novembre 1995  | Lino Alessi          | Democrazia Cristiana                                                     | sindaco                   |      |
| 19 novembre 1995  | 16 aprile 2000    | Giuseppe Catania     | La Rete                                                                  | sindaco                   |      |
| 16 aprile 2000    | 4 aprile 2005     | Giuseppe Catania     | lista civica di centro-sinistra                                          | sindaco                   |      |
| 4 aprile 2005     | 29 marzo 2010     | Nicola Pollari       | Democratici di Sinistra Partito Democratico                              | sindaco                   |      |
| 29 marzo 2010     | 17 novembre 2014  | Giuseppe Catania     | Italia dei Valori                                                        | sindaco                   |      |
| 17 novembre 2014  | 31 maggio 2015    | Maurizio Gatto       |                                                                          | commissario straordinario |      |
| 31 maggio 2015    | 8 agosto 2019     | Roberto Falcone      | M5S                                                                      | sindaco                   |      |
| 8 agosto 2019     | 21 settembre 2020 | Laura Ferraris       |                                                                          | commissario straordinario |      |
| 21 settembre 2020 | in carica         | Fabio Giulivi        | Venaria Riparte, Forza Italia, Fratelli d'Italia, Lega, Unione di Centro | sindaco                   |      |

### Gemellaggi
- Castronovo di Sicilia
- Vöhringen
- Vizille
- Kribi

## Sport

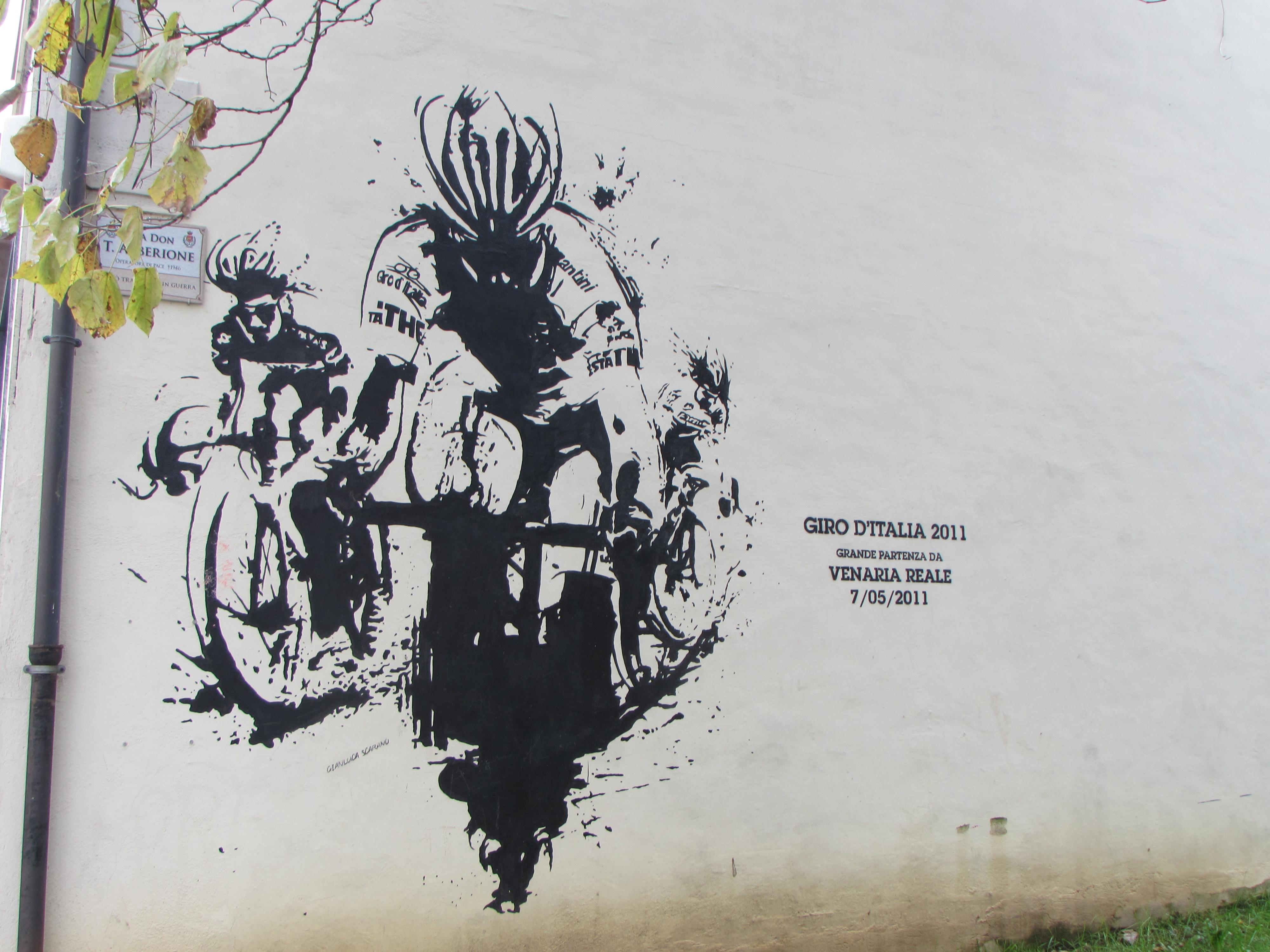
Murale su via Mensa che ricorda la tappa iniziale del Giro d'Italia 2011

### Ciclismo
La principale società ciclistica di Venaria Reale è la Free Bike Venaria Reale ASD, che si occupa della promozione della pratica del ciclismo, sia su strada che MTB. Ogni anno Free Bike propone passeggiate ciclistiche cittadine aperte a grandi e bambini per avvicinare la cittadinanza alla pratica del ciclismo.
Giro d'Italia
Venaria Reale è stata sede della cosiddetta "Grande Partenza" del Giro d'Italia in due occasioni: 
- 2011, con il via ufficiale della corsa dato il 7 maggio dalla Reggia alla volta di Torino, dove si concluse la prima tappa (cronometro a squadre) con la vittoria del team statunitense HTC-Highroad;[19]
- 2024, con il via ufficiale della corsa dato il 4 maggio sempre dalla Reggia alla volta di Torino, dove si concluse la prima tappa in linea con la vittoria dell'ecuadoriano Jhonatan Narváez.[19]

La città è stata selezionata anche come partenza della diciannovesima tappa del Giro d'Italia 2018, che ebbe la vittoria di Chris Froome sul traguardo di Bardonecchia.
In totale quindi, la città è stata sede di tappa della "Corsa Rosa" in tre occasioni (tre partenze).

### Calcio
La principale squadra di calcio della città è l'A.S.D. Venaria Reale che milita nel girone B piemontese e valdostano di Promozione. È stata fondata nel 1947.

### Atletica
L’11 dicembre 2022 il parco regionale La Mandria e il suo Castello sono stati la sede dei Campionati Europei di Cross, scelti dalla European Athletics, la Federazione Europea di Atletica Leggera.
Nel corso di queste gare si è verificata la vittoria del primo storico oro azzurro nella staffetta mista 4 × 1,5 Km, che ha visto come vincitori Pietro Arese, Federica Del Buono, Yassin Bouih e Gaia Sabbatini. Inoltre l'atleta Nadia Battocletti ha vinto una medaglia d'oro sulla distanza dei 6 km Under 23 con il tempo di 19'55".  L'atleta Jakob Ingebrigtsen ha vinto la gara senior, con il quarto posto per Yeman Crippa, l'ottavo per Yohanes Chiappinelli e il tredicesimo per Osama Zoghlami. Piazzamenti che sono valsi all'Italia l'argento nella classifica a squadre.
Il 3 marzo 2019 la città ha ospitato il 65º campionato nazionale UISP di corsa Campestre in collaborazione con la società Atletica Venaria. La gara ha visto come vincitori Samuele Pognant Gros per gli allievi, Gabriele Beltrami  per i master maschili, Karin Angotti per i master femminili, Gianluca Allasia per i Cadetti maschili e Elisa Sala per i Cadetti femminili.
La principale società di atletica di Venaria Reale è l'Atletica Venaria. Essa porta avanti un progetto nato nel 2005 per avviare i giovani dai 5 ai 18 anni alla preparazione tecnica agonistica e all'educazione allo sport. Oggi ha esteso la propria attività anche al settore adulti offrendo allenamenti ed attività adatte a tutte le età.

### Tiro con l'arco
La principale società di tiro con l'arco di Venaria Reale è l'A.S.D. Sentiero Selvaggio, nata nel 1991 sulla collina di Torino per poi trasferirsi, nel 1994, a Venaria Reale.
L’Associazione Sportiva Dilettantistica Sentiero Selvaggio di Venaria Reale si occupa da 30 anni della promozione del tiro con l'arco e rappresenta una tra le più prestigiose e premiate Società italiane. Essa è stata insignita nel 2003 con la Stella d'Argento al merito sportivo, nel 2007 con la Stella d'Oro e nel 2011 con la prestigiosa Stella di Platino per aver raggiunto il traguardo dei 50 titoli italiani.
Attualmente detiene, con i suoi arcieri, 16 record italiani nelle varie discipline del tiro con l’arco. Il settore giovanile ha raggiunto nel corso degli anni importanti traguardi, vincendo per 3 volte il Campionato Italiano Centri giovanili. A livello internazionale i giovani hanno vinto 2 titoli mondiali e 2 titoli europei.

### Pallavolo
La principale squadra di pallavolo femminile della città è la Venaria Real Volley che milita nei gironi di serie C e D della federazione Piemontese. La società è dotata, inoltre, di una prima divisione e di un ampio bacino giovanile. Essa attualmente collabora con la società pallavolistica Labor di Borgaro Torinese e acquista, da ciò, il nome di Ve.La Volley.

### Basket
La principale società di Basket della città è il Basket Venaria, nata nel 1993. Essa milita in campionati di Basket femminile di serie B e campionati giovanili. Per quanto riguarda il basket giovanile la società possiede un ampio settore giovanile fino all'under 19.

### Nuoto
La città di Venaria Reale è dotata di una piscina presso lo Sport Club. La vasca da 25 metri, con profondità che varia da 1,50 m a 5 m, è divisa il 6 corsie. Inoltre è presente una vasca più piccola di profondità 60 cm e una vasca riscaldata di profondità un metro.